# Zbór Kościoła Chrześcijan Baptystów w Narwi
Zbór Kościoła Chrześcijan Baptystów w Narwi – zbór Kościoła Chrześcijan Baptystów znajdujący się w Narwi, przy ulicy Poniatowskiego 4.
Nabożeństwa odbywają się w każdą niedzielę o godzinie 10:00 i środę o godzinie 18:00.